# Table des caractères Unicode/UFDF0
Cette page contient des caractères spéciaux ou non latins. S’ils s’affichent mal (▯, ?, etc.), consultez la page d’aide Unicode.
Table des caractères Unicode U+FDF0 à U+FDFF (écrits de droite à gauche).

## Arabe – formes de présentation – A (3epartie)
Utilisés pour l’écriture arabe.
Caractères de compatibilité. Contient également des ligatures complexes de mots ou expressions arabes entiers, un signe monétaire, et une ligature ornementale complexe utilisée comme symbole.
Note : certaines polices de caractères arabes indiquent supporter tout ce sous-ensemble de caractères, mais n’affichent aucun glyphe pour certains d’entre eux.

### Table des caractères
| en fr  | 0 | 1 | 2 | 3 | 4 | 5 | 6 | 7 | 8 | 9 | A | B | C | D | E | F |
| ------ | - | - | - | - | - | - | - | - | - | - | - | - | - | - | - | - |
| U+FDF0 | ﷰ | ﷱ | ﷲ | ﷳ | ﷴ | ﷵ | ﷶ | ﷷ | ﷸ | ﷹ | ﷺ | ﷻ | ﷼ | ﷽ |   |   |

### Description des caractères
| Code   | Caractère | Caractères composant la ligature (en formes isolées) | Mot ou expression complète | Description                                                                                       |
| ------ | --------- | ---------------------------------------------------- | -------------------------- | ------------------------------------------------------------------------------------------------- |
| U+FDF0 | ﷰ         | ص ل ے                                                | صلے (salla)                |                                                                                                   |
| U+FDF1 | ﷱ         | ق ل ے                                                | قلے (qala)                 |                                                                                                   |
| U+FDF2 | ﷲ         | ا ل ه                                                | الله (Allah)               | Nom de Dieu.                                                                                      |
| U+FDF3 | ﷳ         | ا ك ب ر                                              | اكبر (akbar)               | Deuxième mot du tabkir (Allahu akbar).                                                            |
| U+FDF4 | ﷴ         | م ح م د                                              | محمد (Mohammad)            | Nom de Mahomet, dernier prophète de l’islam.                                                      |
| U+FDF5 | ﷵ         | ص ل ع م                                              | صلعم                       | Abréviation de la formule d’eulogie صلى الله عليه و سلم (dont la ligature est U+FDFA ci-dessous). |
| U+FDF6 | ﷶ         | ر س و ل                                              | رسول (rasoul)              | Un rasoul est un messager en islam.                                                               |
| U+FDF7 | ﷷ         | ع ل ي ه                                              | عليه                       | Partie de la formule d’eulogie صلى الله عليه و سلم (dont la ligature est U+FDFA ci-dessous).      |
| U+FDF8 | ﷸ         | و س ل م                                              | و سلم                      | Partie de la formule d’eulogie صلى الله عليه و سلم (dont la ligature est U+FDFA ci-dessous).      |
| U+FDF9 | ﷹ         | ص ل ى                                                | صلى                        | Partie de la formule d’eulogie صلى الله عليه و سلم (dont la ligature est U+FDFA ci-dessous).      |
| U+FDFA | ﷺ         | ﷹ SP ﷲ SP ﷷ SP ﷸ                                     | صلى الله عليه و سلم        | Formule d’eulogie pour les prophètes de l’islam.                                                  |
| U+FDFB | ﷻ         | ج ل SP ج ل ا ل ه                                     | جل جلاله                   | Formule d'eulogie pour Allah.                                                                     |
| U+FDFC | ﷼         | ر ی ا ل                                              | ریال (rial)                | Symbole monétaire du rial, monnaie utilisée dans plusieurs pays.                                  |
| U+FDFD | ﷽         |                                                      | بسم الله الرحمن الرحيم     | Symbole reproduisant la basmala.                                                                  |